# Caja E2
La caja E2 es el nombre de una secuencia reguladora que es parte del gen de la insulina. La secuencia, conocida como parte de los elementos E del gen de la insulina, está compuesta por una secuencia conservada CANNTG, inmediatamente aguas abajo de la caja A5. En ratas, la mutación o deleción de la caja E2 produce una pérdida significativa de las funciones del promotor de la insulilna y cuando existe mutación tanto de la caja E2 como la caja E1, el promotor queda completamente inhabilitado. En los promotores de la insulina entre los diferentes mamíferos, a diferencia de la caja E1, la secuencia de la caja E2 no está bien conservada.